# Nago-Torbole
Nago-Torbole ist eine italienische Gemeinde mit 2768 Einwohnern (Stand 31. Dezember 2023) in der Provinz Trient, Region Trentino-Südtirol. Sie gehört zur Talgemeinschaft Comunità Alto Garda e Ledro.

## Etymologie
Nach Christian Schneller ist der Name Nago aus der Aphärese von Benaco, dem alten Namen des Gardasees, entstanden. Benaco leitet sich nach vorherrschender Meinung aus dem Keltischen ab. Womöglich aus bennacus was in etwa „mit vielen Landspitzen“ bedeutet. Vereinzelt wird auch ein illyrischer Ursprung des Wortes angenommen. Der Name Torbole leitet sich aus dem lateinischen turbulus im Sinne von ad aquas turbulas (dt. bewegtes/stürmisches Wasser) ab. Nach Carlo Battisti ist der Name Torbole aus der Bezeichnung turba vel vivarium entstanden, mit der die Grafen von Arco ihren Fischmarkt benannten. Das nicht mehr gebräuchliche deutsche Exonym lautet Naag-Turbel.

## Wappen
Blasonierung: Geteilt, oben rot, unten weiß. In der oberen Hälfte zwei offene silberfarbene Türme in Schrägansicht mit Fenstern und Guelfen-Zinnen. Darüber zwischen den beiden Türmen ein aufgerichtetes weißes Pferd. Die untere Hälfte besteht aus einem gewellten See in Blau und Silber. Die zwei Türme symbolisieren die beiden Dorfgemeinschaften, aus denen sich die Gemeinde zusammensetzt. Das aufgerichtete Pferd steht für Wagemut und Freiheit. Die untere Hälfte symbolisiert den Gardasee. Eingerahmt wird das Wappen von einem Lorbeer- und einem Eichenzweig. Der Ursprung des Wappens ist ungewiss. Es wurde 1982 von der Gemeinde offiziell als Gemeindewappen übernommen.

## Geografie

### Lage
Die Gemeinde Nago-Torbole besteht aus den zwei Fraktionen:
- Torbole liegt am nördlichen Teil des Gardasees, direkt an der Küstenstraße Gardesana Orientale. Der Ort selbst liegt 68 m über dem Meeresspiegel. Hier mündet die Sarca in den Gardasee, die diesen als Mincio bei Peschiera del Garda wieder verlässt.
- Nago befindet sich oberhalb von Torbole auf über 200 Metern unterhalb des Passo San Giovanni (287 m s.l.m.), eingebettet zwischen der Monte Bondone – Monte Stivo Gruppe im Norden und der Monte-Baldo-Kette im Süden. Der Pass stellt eine wichtige Ost-West-Verbindung zwischen dem Vallagarina – dem südlichen Teil des Etschtales – und dem nördlichen Bereich des Gardasees dar.

Der Weiler Tempesta bildet keine eigene Fraktion und besteht lediglich aus einigen Häusern am Ostufer des Gardasees südlich von Torbole. Südlich von Tempesta bildet die Gemeindegrenze gleichzeitig die Grenze zur Provinz Verona (Region Venetien).
Die Gemeinde hat ihren Sitz in Torbole. Der höchste Punkt wird am Monte Altissimo di Nago mit 2079 m s.l.m. erreicht.
Nachbargemeinden sind: Arco, Brentonico, Ledro, Mori und Riva del Garda alle in der Provinz Trient gelegen sowie Malcesine in der Provinz Verona.
Zum über 28 km² großen Gemeindegebiet gehören Teile des Naturparks Monte Baldo, darunter zum Teil die NATURA 2000 Schutzgebiete Lago di Loppio und Monte Baldo di Brentonico.

### Klima
|                        | Jan  | Feb  | Mär  | Apr  | Mai  | Jun  | Jul  | Aug  | Sep  | Okt   | Nov   | Dez  |   |       |
| Mittl. Temperatur (°C) | 3,8  | 5,2  | 9,2  | 12,9 | 17,8 | 21,3 | 24,1 | 23,8 | 19,5 | 14,6  | 8,6   | 4,6  | ⌀ | 13,8  |
| Mittl. Tagesmax. (°C)  | 7,3  | 9,3  | 13,6 | 17,6 | 23,0 | 26,8 | 29,9 | 29,5 | 24,7 | 18,8  | 12,3  | 7,8  | ⌀ | 18,4  |
| Mittl. Tagesmin. (°C)  | 0,4  | 1,1  | 4,7  | 8,1  | 12,5 | 15,7 | 18,3 | 18,0 | 14,3 | 10,3  | 5,0   | 1,4  | ⌀ | 9,2   |
|                        |      |      |      |      |      |      |      |      |      |       |       |      |   |       |
| Niederschlag (mm)      | 48,8 | 38,1 | 57,0 | 81,5 | 93,6 | 90,6 | 87,7 | 88,4 | 86,4 | 115,7 | 103,7 | 73,0 | Σ | 964,5 |
|                        |      |      |      |      |      |      |      |      |      |       |       |      |   |       |
| Regentage (d)          | 4,4  | 3,8  | 5,3  | 8,8  | 10,0 | 9,2  | 8,3  | 8,1  | 7,0  | 8,1   | 7,2   | 6,0  | Σ | 86,2  |

| 0,4 |

| 1,1 |

| 4,7 |

| 8,1 |

| 12,5 |

| 15,7 |

| 18,3 |

| 18,0 |

| 14,3 |

| 10,3 |

| 5,0 |

| 1,4 |

| 0,4 |

| 1,1 |

| 4,7 |

| 8,1 |

| 12,5 |

| 15,7 |

| 18,3 |

| 18,0 |

| 14,3 |

| 10,3 |

| 5,0 |

| 1,4 |

| N i e d e r s c h l a g | 48,8 | 38,1 | 57,0 | 81,5 | 93,6 | 90,6 | 87,7 | 88,4 | 86,4 | 115,7 | 103,7 | 73,0 |
|                         | Jan  | Feb  | Mär  | Apr  | Mai  | Jun  | Jul  | Aug  | Sep  | Okt   | Nov   | Dez  |

Gemäß der klimatischen Einordnung italienischer Gemeinden ist Nago-Torbole der Klimazone E zugeordnet, die die Heizperiode vom 15. Oktober bis 15. April festlegt.

## Geschichte

### Frühgeschichte und Antike
Die ersten menschlichen Spuren in Nago-Torbole lassen sich auf das späte Jungpaläolithikum zurückdatieren. Zahlreiche Steinartefakte wurden bei Castel Penede, den Ausläufern des Monte Altissimo di Nago und des Monte Creino gefunden, die den Schluss zulassen, dass es sich nicht nur um sporadische Besuche in der Gegend handelte. Weitere Funde aus dem Mesolithikum wurden bei Prati di Nago und Pré Alta entdeckt. Die ersten menschlichen Überreste stammen aus einer Grabstätte der Kupfersteinzeit am südöstlichen Ortsrand von Nago. Andere Funde weisen auf die Präsenz von Menschen in der Bronzezeit und Eisenzeit hin. Auf letztere lässt sich die Fundstelle Busa Brodeghèra beim Rifugio Altissimo Damiano Chiesa zurückführen.

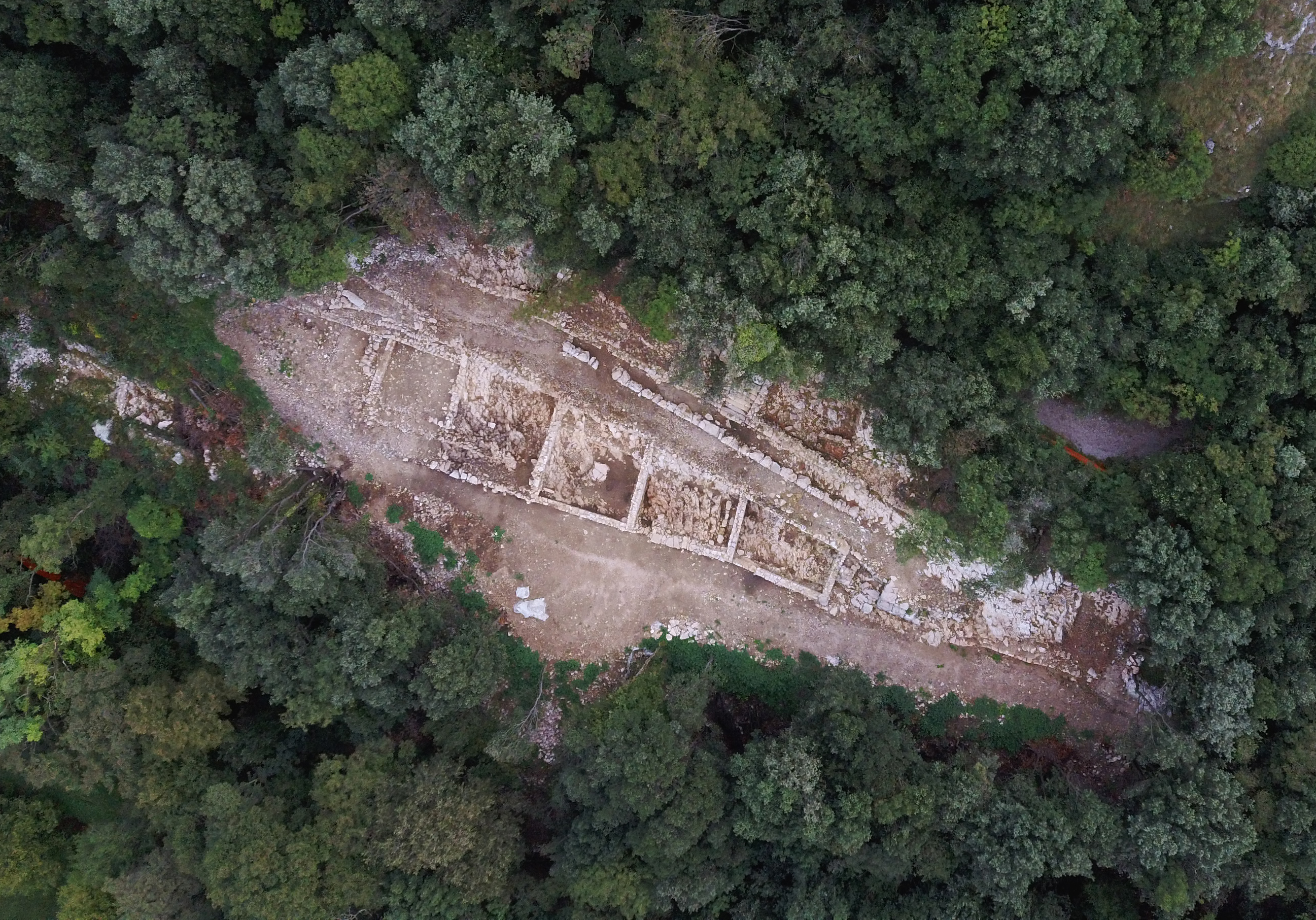
Grabungsstätte bei Castel Penede

Der Fritzens-Sanzeno-Kultur in der Eisenzeit wird die Gründung einer Siedlung unterhalb von Castel Penede zugeschrieben. Bei mehreren Grabungen, die ab 2019 von der Universität Trient am westlichen Abhang des Burgberges durchgeführt wurden, wurden die Reste einer Siedlung freigelegt, die ab dem 6. Jahrhundert. v. Chr. bis zur späten römischen Kaiserzeit im 5. Jahrhundert n. Chr. bestand.
Aus der Römerzeit waren bereits 1832 die Reste einer Nekropolis auf dem Burgberg freigelegt worden. In der Nähe fand man auch gotische und römische Münzen aus den Regierungszeiten Vespasians und Konstantins.
Den Römern wird auch der Bau einer ersten Straße über das Valle S. Lucia zum Seeufer zugesprochen. Sicher ist, dass der Karrenweg über diesen kleinen Taleinschnitt bis zur Mitte des 18. Jahrhunderts die einzige Straßenverbindung zwischen Nago und Torbole war. Weitere römische Fundstücke wurden im Ortskern von Nago bei der Pfarrkirche S. Vigilio sowie im Ortsteil Tempesta am Ufer des Gardasees entdeckt.

### Mittelalter
Während der Byzantinischen Herrschaft gehörte der nördliche Uferbereich des Gardasees und damit auch die Gegend um Nago-Torbole der Curtis Ripae, also dem Hof Riva, an. Ende des 10. Jahrhunderts fiel dieser dem Bischof von Verona zu, in dessen Besitz er bis 1027 verblieb, als Konrad II. ihn dem Hochstift Trient einverleibte. 1039 wurden dem Pustertaler Stift Sonnenburg Nutzungs- und Eigentumsrechte in Sommolago („locus Summolacus“), der Gegend am Nordufer des Gardasees zwischen Riva, Arco und Torbole am Unterlauf des Sarca, übertragen.
Ab dem 12. Jahrhundert begann sich die Geschichte der beiden Orte differenzierter herauszukristallisieren. 1154 wurde Torbole und 1171 Nago erstmals schriftlich erwähnt. Im gleichen Jahrhundert weiteten die Grafen von Arco geschickt ihren Machtbereich auf die beiden Orte aus. Dabei war Torbole wegen des Hafens und der damit verbundenen Zolleinnahmen und Nago aufgrund von Castel Penede von Interesse. Zwischen 1198, als den Arcos von Philipp von Schwaben das Recht zugestanden wurde eine Zollstation am Hafen von Torbole zu errichten, und 1210, als sie vom Fürstbischof von Trient Friedrich von Wangen die Burg oberhalb von Nago als Lehen erhielten, konnten sie ihren Machtbereich am nordöstlichen Eckpunkt des Gardasees festigen.
Die Lage am wichtigen Verbindungsweg zwischen Etschtal und Gardasee führte unweigerlich dazu, dass durch beide Orte im Laufe der Geschichte immer wieder Heerscharen durchzogen. So 1243 im Konflikt zwischen Ghibellinen und Guelfen, als guelfische Truppen nach ihrer Niederlage gegen die Verbündeten Ezzelinos III. da Romano die beiden Orte brandschatzten.
Andererseits zog man aufgrund der Lage nicht nur Soldaten und Söldner an, sondern auch Reisende. Einer der Ersten war Dante Alighieri, der zu Beginn des 14. Jahrhunderts auf Castel Penede weilte und dies in der Divina Commedia erwähnte.

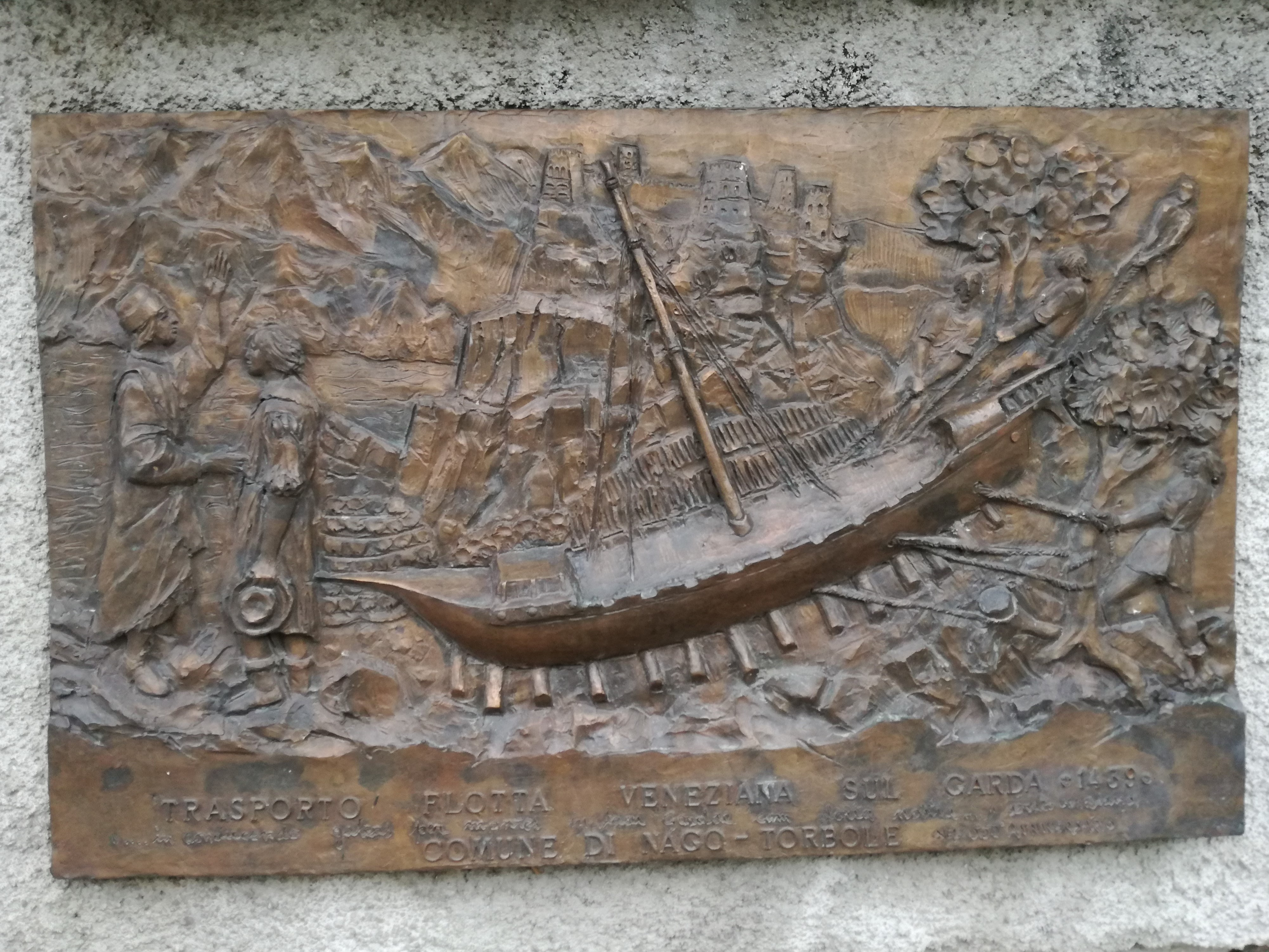
Gedenktafel an den venezianischen Flottentransport Galeas per montes 1439

### Frühe Neuzeit
Im Dezember 1438 fiel Castel Penede und damit die beiden Orte in den Herrschaftsbereich der Republik Venedig. Während des Kampfes um die Vorherrschaft auf dem Gardasee zwischen Venedig und den Viscontis aus Mailand, wurde 1439 die im Unternehmen Galeas per montes vom Etschtal zum Gardasee transportierte venezianische Flotte in Torbole zu Wasser gelassen. Pier Candido Decembrio, der das venezianische Unternehmen beschrieb, bezeichnete Torbole noch als kleines Landgut. Mit Venedig nahm aber die Bedeutung Torboles als Hafenort zu, was zu einem merklichen Bevölkerungszuwachs führte, so dass die erstmals 1175 erwähnte Kirche S. Andrea in Torbole erweitert werden musste. Zwischen 1458 und 1459 wurde mit dem Bau eines Karrenweges an der zum Gardasee abfallenden Südwand des Monte Brione erstmals eine direkte Landverbindung zwischen Torbole und Riva geschaffen. Damit entfielen die bis dahin nötigen Umwege über Arco und die damit verbundenen Straßenzölle.
Die venezianische Epoche endete 1509 als Maximilian I. mit seinen Truppen die Burg und die beiden Orte nach der Niederlage Venedigs in der Schlacht bei Agnadello und dem damit verbundenen Rückzug der Venezianer aus dem Gebiet des oberen Gardasees besetzen konnte. In der Folgezeit kehrten die Grafen von Arco als kaiserliche Lehensherrn zurück. Die Gemeinde behielt aber eine weitgehende administrative Autonomie, wie aus den erhaltenen Gemeindestatuten hervorgeht.
1580 setzte Michel de Montaigne auf seiner Italienreise mit dem Boot von Torbole nach Riva über und hinterließ eine erste kurze literarische Beschreibung des Ortes.

### Moderne
Während des Spanischen Erbfolgekrieges wurde Castel Penede 1703 von den Franzosen unter General Vendôme zerstört und verfiel zur Ruine. 1766 ließ Maria Theresia von Österreich in Tempesta eine Zollstation errichten, um die Einfuhr von billigem Getreide aus Venetien über den See zu unterbinden. Eine Maßnahme, die den Unmut der Bevölkerung hervorrief, so dass die Zollstation zwei Jahre später von einer aufgebrachten Menge zerstört wurde.

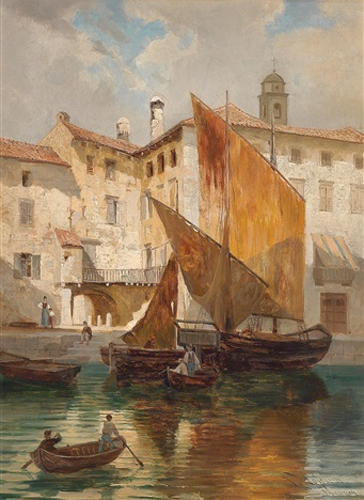
Hafen von Torbole (Ludwig Friedrich Hofelich)

Im gleichen Jahr konnte nach drei Jahren Bauzeit zum ersten Mal auch die neue Straße zwischen Nago und Torbole begangen werden. Diese als Strada dei forti bekannte Straße (heute via Europa) wurde um 1773 fertiggestellt. Auf seinem Weg nach Torbole während seiner Italienischen Reise im September 1786 nutzte Johann Wolfgang von Goethe allerdings noch den alten durch das Valle S. Lucia führenden Karrenweg. Goethe hielt sich nur einen Tag und eine Nacht in Torbole auf, das zu diesem Zeitpunkt immer noch einen ärmlichen Eindruck auf ihn hinterließ. Die Haustüren ohne Schlösser, die Fenster statt mit Glas mit Ölpapier bespannt und die Häuser ohne hygienische Einrichtungen, dem Naturzustande ziemlich nahekommend, wie Goethe an Anlehnung an Rosseau in seinem Tagebuch festhielt. Dennoch überwog das köstliche Schauspiel, den der See und die Natur bot, zumal er auch an seinem Werk Iphigiene gut vorankam.
Goethe sah damals zum ersten Mal während seiner Italienreise im Palazzo Giordani, in dem bereits 1765 Joseph II. abgestiegen war, einen Zitronengarten, der später im 19. Jahrhundert zu einer der Attraktion Torboles wurde und unter anderem von Johann von Sachsen aufgesucht wurde.
Ende des 18. Jahrhunderts war Torbole auf etwa 400 Einwohner angewachsen und insbesondere als Umschlagsplatz von Getreide aus der Po-Ebene bekannt. 1787 schlossen sich in hier die Gepäckträger zu einer unabhängigen gewerkschaftsähnlichen Vereinigung zusammen, einer der ersten im Trentino, um ihren Lohnforderungen besser Ausdruck zu verleihen. Es handelte sich dabei um Saisonarbeiter aus der näheren und weiteren Umgebung, die ihr Auskommen mit dem Ent- und Beladen der im Hafen von Torbole liegenden Boote und Schiffe hatten.
In der wechselreichen napoleonischen Epoche zogen 1796 französische Truppen durch Nago-Torbole, bevor es 1802 zum Königreich Bayern und anschließend von 1805 bis 1814 zum Königreich Italien fiel. Infolge des Wiener Kongresses wurde es 1815 dem Kaisertum Österreich einverleibt.
Das Risorgimento, das sich mit seinen nationalstaatlichen Ideen und der Frage der Autonomie von Tirol und als Steigerung sogar der Abtrennung von Österreich in den politischen und intellektuellen Kreisen des Trentino im 19. Jahrhundert bemerkbar machte, fand auch im kleinen Nago-Torbole seine Anhänger. Einer der führenden Köpfe in diesen Zirkeln war Antonio Gazzoletti aus Nago, der 1848 in dieser Frage bei König Karl Albert von Sardinien-Piemont und 1859 bei dessen Sohn Viktor Emanuel II. vorstellig wurde. Der Hafen von Torbole wurde dabei nach den Anschluss der Lombardei an das Königreich Sardinien-Piemont zur illegalen Einfuhr von Waffen genutzt. Infolgedessen wurden 1860 über 20 Personen, darunter Hafenarbeiter, Bootsbesitzer und Wirte aus Nago-Torbole verhaftet, so dass die Gemeinde sich veranlasst sah, für den Unterhalt ihrer Familien zu sorgen. 1864 kam es nach der Konspiration der Aktionspartei Giuseppe Mazzinis, die einen gewaltsamen Anschluss des Trentino und Venetiens mit Unterstützung lokaler Sympathisanten anstrebte, zu weiteren Verhaftungen. Im Zuge des sich zuspannenden Nationalitätenkonfliktes wurde auch der deutsche Ortsname Naag-Turbel als Abgrenzung zu italienisch-nationalistischen Kreisen stärker hervorgehoben.
Die zunehmenden Spannungen zum Nachbarn Italien veranlassten Österreich-Ungarn 1861 zum Bau der Sperre Nago, an der neuen Straße nach Torbole hinunter. Das veraltete Werk wurde später der Festung Riva eingegliedert, war aber nie von besonderer militärischer Bedeutung, auch nicht nach dem Verlust Venetiens 1866 infolge des Dritten italienischen Unabhängigkeitskrieges.

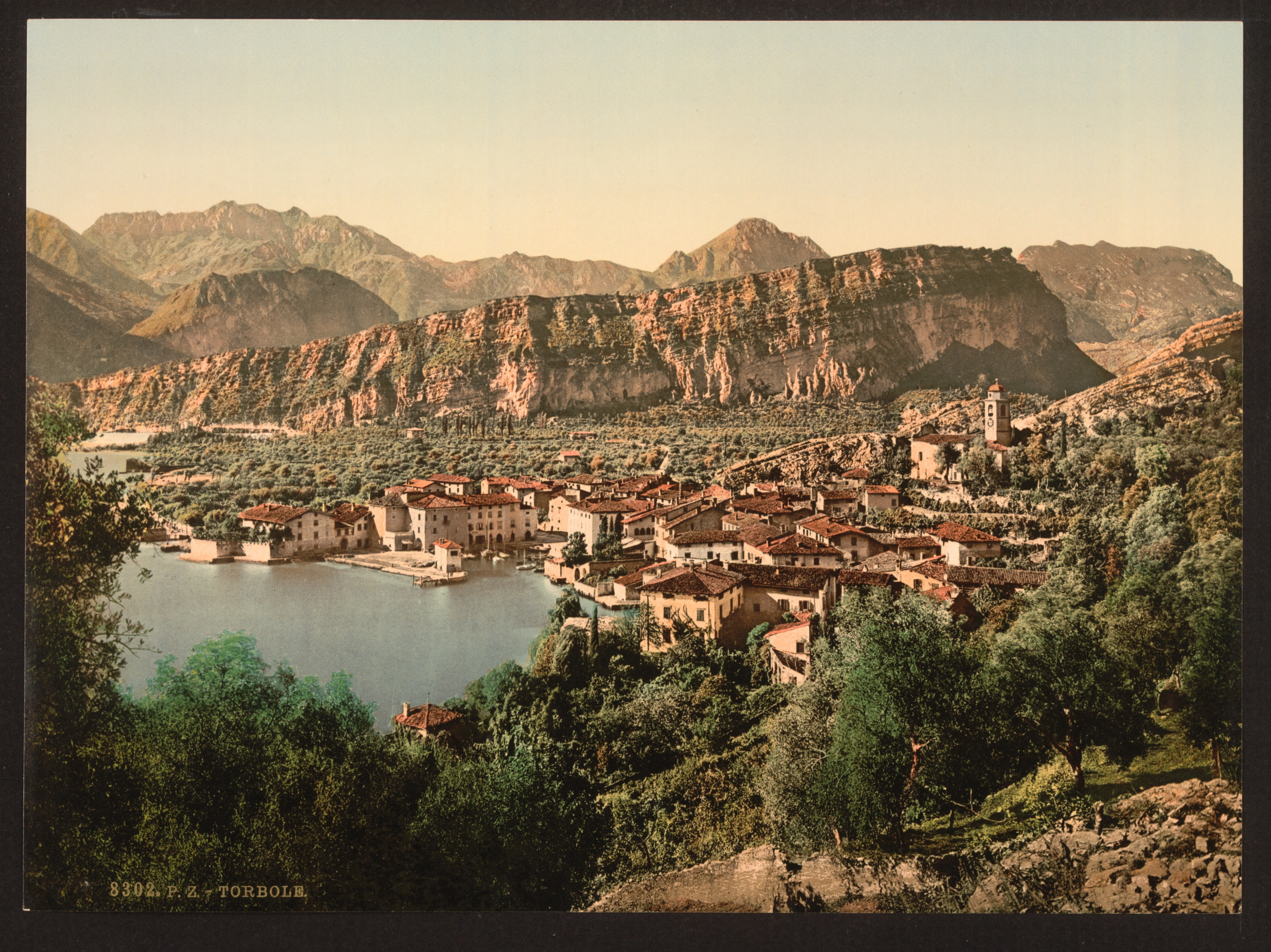
Torbole zu Ende des 19. Jahrhunderts

Mit dem Anschluss Venetiens an das Königreich Italien bildete sich die österreichisch verbliebenen Nordküste des Gardasees zur Riviera des Kaiserreichs heraus. Das malerische Torbole mit seinem kleinen Hafen übte seine Faszination insbesondere bei Künstlern und Schriftstellern wie Hans Lietzmann, Paul Franz Flickel, Paul Hey, Michael Zeno Diemer, Eduard Weichberger, Georg Macco, Hermann Drück, Heinrich Adam, Carl Wuttke, Josef Rolletschek, Ludwig Friedrich Hofelich und anderen aus. Schnell wurde es vom aufkommenden Fremdenverkehr als Fischerdorf vereinnahmt und dementsprechend beworben. 1875 wurde mit dem Bau einer Fischzucht sowohl eine zusätzliche Einkommensquelle geschaffen als auch dem steigenden Bedarf nach Fischen in den Gasthäusern Torboles Rechnung getragen.
Ende des 19. Jahrhunderts baute man die Verkehrswege weiter aus. 1884 wurde die Straße von Nago nach Arco eröffnet und mit der Eröffnung der Lokalbahn Mori–Arco–Riva und des Bahnhofes Nago-Torbole 1891 erhielt die Gemeinde Anschluss an das Eisenbahnnetz, wovon vor allem der Fremdenverkehr auch von Tagesausflüglern profitierte.

### 20. und 21. Jahrhundert
Vom immer stärker aufkommenden Fremdenverkehr, 1907 wurde das Grand Hotel Torbole eröffnet, das in den 1930er Jahren zur Colonia Pavese umgewandelt wurde, profitierte fast ausschließlich Torbole. Von 1900 bis 1910 stieg hier die Bevölkerungszahl fast doppelt so stark an wie in Nago. In Letzterem war die Wirtschaft um die Jahrhundertwende nach wie vor fast ausschließlich von der Land-, Alm- und Forstwirtschaft geprägt. Diese war meist auf Subsistenzwirtschaft ausgerichtet und durch eine starke Fragmentierung des Grundeigentums charakterisiert, so dass der Lebensunterhalt oft nicht gesichert war. Die Folgen waren Unterernährung und Mangelerkrankungen wie die Pellagra. Die Armut und Verwahrlosung in Nago fielen zunehmend auch den Reisenden in Richtung Gardasee auf. Kinder die an der Bahnstation in Nago bettelten waren ein alltägliches Bild. Erst in den 1910er Jahren versuchte man auch in Nago vermehrt mit den Fremden Geld zu verdienen. 1911 plante man den Bau einer Seilbahn von Torbole nach Nago, das Projekt kam aber nicht über die Planungsphase heraus, und 1913 errichtete man ein erstes größeres und moderneres Hotel in der Nähe des Bahnhofs in Nago.

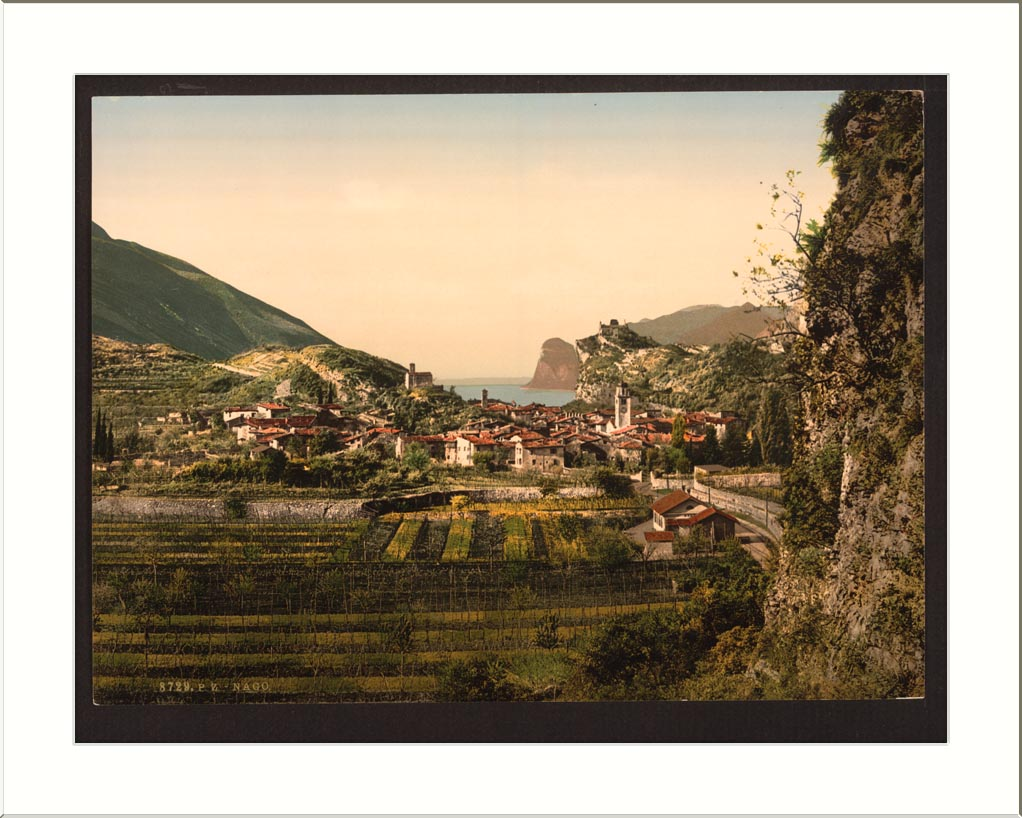
Nago mit Bahnhof im Vordergrund Ende des 19. Jahrhunderts

Trotzdem profitierte der Ort auch weiterhin nur am Rand von der touristischen Entwicklung, entging aber nicht der nationalistischen Debatte. Angeheizt wurde diese durch die Veröffentlichung einer Schrift von Giulio de Frenzi, einem Pseudonym des Schriftstellers und späteren faschistischen Politikers Luigi Federzoni, mit dem vielsagenden Titel La italianità del Gardasee (dt. Die Italianität des Gardasees). Darin prangerte der Autor unter anderem das Verdrängen italienischer Eigentümer auf dem privaten und gewerblichen Immobilienmarkt zugunsten finanzstarker deutschsprachiger Besitzer auch am Nordufer des Sees an. Aufgrund dieser nationalen und sozialen Spannungen wurden die Einwohner von Nago und Torbole der verschiedensten sozialen Schichten, auch wenn das liberal bürgerliche Element überwog, in nationalistischen irredentistischen Organisationen tätig. Aufsehen erregte in diesem Zusammenhang die Ausweisung Scipio Sigheles wegen politischer nationalistischer Agitation durch die österreichisch-ungarischen Behörden im Sommer 1912. Gegen die Ausweisung, Sighele besaß in Nago ein Haus, protestierte nicht nur der Gemeinderat in Nago, sondern auch Teile der Bevölkerung mit Unterschriftenaktionen.

#### Erster Weltkrieg
Mit Ausbruch des Ersten Weltkrieges wurde die wehrfähige männliche Bevölkerung eingezogen. Wie die meisten aus dem Trentino Eingezogenen wurden die Soldaten aus Nago-Torbole an der Ostfront gegen Russland eingesetzt. Bis zum italienischen Kriegseintritt im Mai 1915 baute die k.u.k. Armee zahlreiche Feldstellungen rund um die beiden Orte aus. Ein vom österreichischen Generalstab unterhalb des Gipfels des Monte Altissimo di Nago geplantes Panzerwerk kam dagegen nicht über erste Aushubarbeiten hinaus. Am 22. Mai 1915 wurde beide Orte evakuiert und die Bevölkerung nach Böhmen und Mähren sowie ins Flüchtlingslager Mitterndorf gebracht, von wo sie erst zwischen 1918 und 1919 zurückkehrte.
Während des Krieges verlief die Front direkt durch das Gemeindegebiet von Nago-Torbole und bildete hier einen nach Süden vorgelagerten österreichisch-ungarischen Frontbogen. Insbesondere im ersten und letzten Kriegsjahr kam es an den nördlichen Ausläufern des Monte Altissimo di Nago immer wieder zu Gefechten. So im Dezember 1915, als die Italiener bei Malga Zures angriffen, und im Sommer 1918, als die k.u.k.-Truppen den von den Tschechoslowakischen Legionen gehaltenen benachbarten Doss Alto di Nago kurzzeitig erobern konnten. Torbole wurde dagegen zum Ziel der italienischen Marine, die mit MAS-Einheiten Sabotageaktionen unternahmen. Ein gewissen Bekanntheitsgrad erlangte der Frontabschnitt am Doss Casina durch die Präsenz einiger Futuristen, darunter Filippo Tommaso Marinetti, Anselmo Bucci, Antonio Sant’Elia, Mario Sironi, Achille Funi und Luigi Russolo, die sich als Freiwillige in der italienischen Armee gemeldet hatten. Durch Artilleriebeschuss und Plünderungen wurden sowohl Nago als auch Torbole schwer in Mitleidenschaft gezogen und nach dem Krieg in die schwarze Zone und die damit am schwersten vom Krieg zerstörte Zone eingestuft.

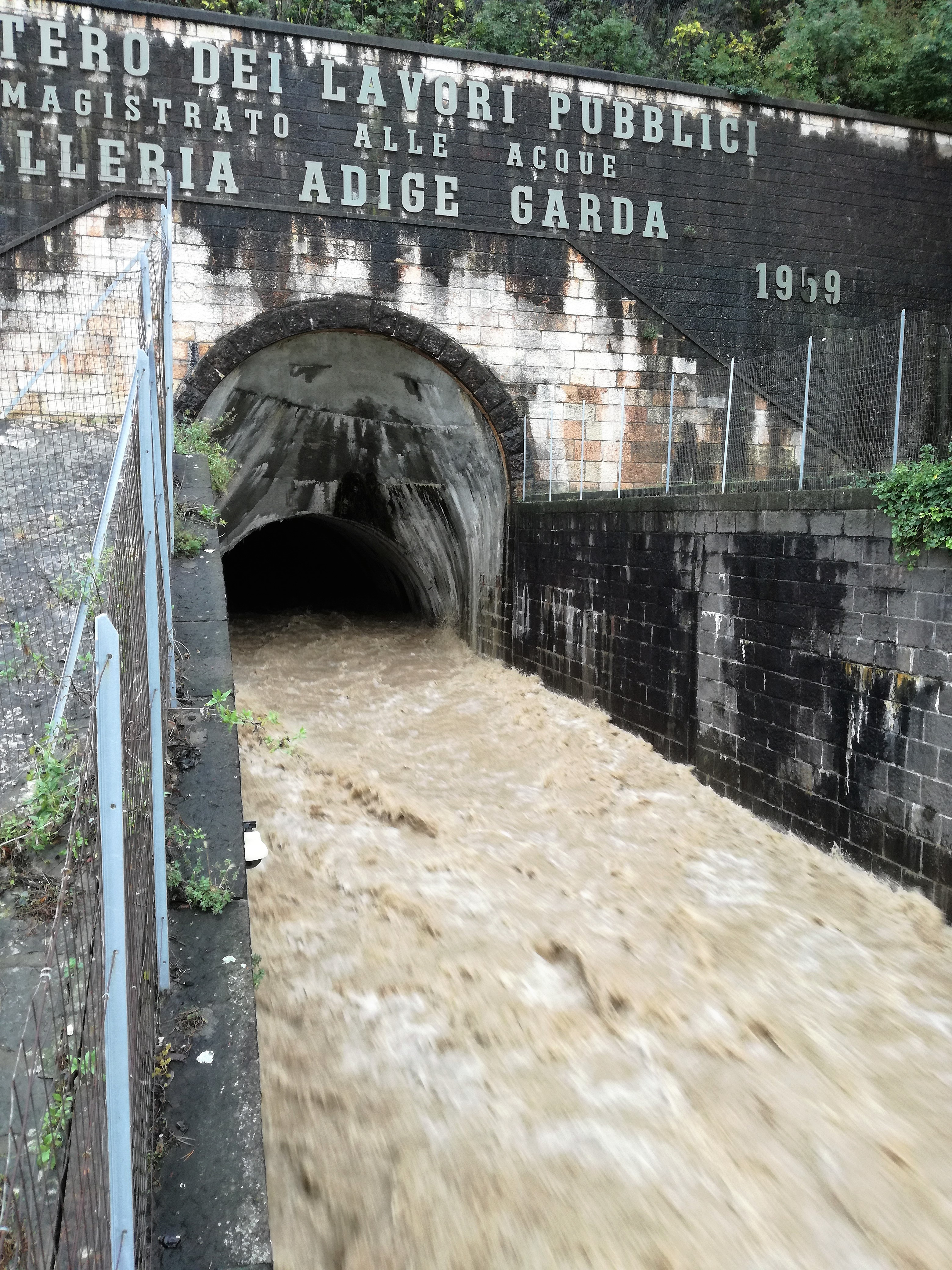
Etsch-Gardaseetunnel nach dem Durchzug des Sturmtiefs Vaia Ende Oktober 2018

#### Zwischenkriegszeit
Mit dem Bau der Gardesana Orientale 1929, der Staatsstraße zwischen Nago und Torbole 1935 und dem 1939 angestochenen Etsch-Gardasee-Tunnel sollte sich das Landschaftsbild im Gemeindegebiet einschneidend verändern. In den 1920er Zeit akzentuierten sich auch die soziowirtschaftlichen Unterschiede der beiden Orte. War Nago nach wie vor von der Landwirtschaft geprägt, spielte der Dienstleistungsbereich und das Handwerk aufgrund des Fremdenverkehrs in Torbole dort die größere Rolle. Diese Unterschiede führten dazu, dass beide Orte Anstrengungen unternahmen eigenständige Gemeinden zu bilden, wie es bereits in der zweiten Hälfte des 19. Jahrhunderts der Fall gewesen war. Diesem Bestreben kam die faschistische Gemeindereform 1927, auf deren Grundlage über 2000 italienische Gemeinden mit weniger als 2000 Einwohnern eingemeindet wurden, zuvor und im Jahr 1929 wurde Nago-Torbole der Gemeinde Riva angeschlossen.
Der Wiederaufbau in der Nachkriegszeit und die anschließende Weltwirtschaftskrise und deren Folgen waren ausschlaggebend dafür, dass der Fremdenverkehr in Torbole bis zum Zweiten Weltkrieg nicht mehr die Wachstumsraten, wie unmittelbar vor dem Ersten Weltkrieg aufwies. Während des Faschismus waren es vor allem staatliche Einrichtungen und Organisationen, wie die 1935 eingerichtete Colonia Pavese zur Tuberkulosevorbeugung, die das Bild des Tourismus in Torbole bestimmten. Anfang 1939 wurde der Gardasee mit den KdF-Fahrten auch in die NS-Urlaubskultur aufgenommen.

#### Zweiter Weltkrieg

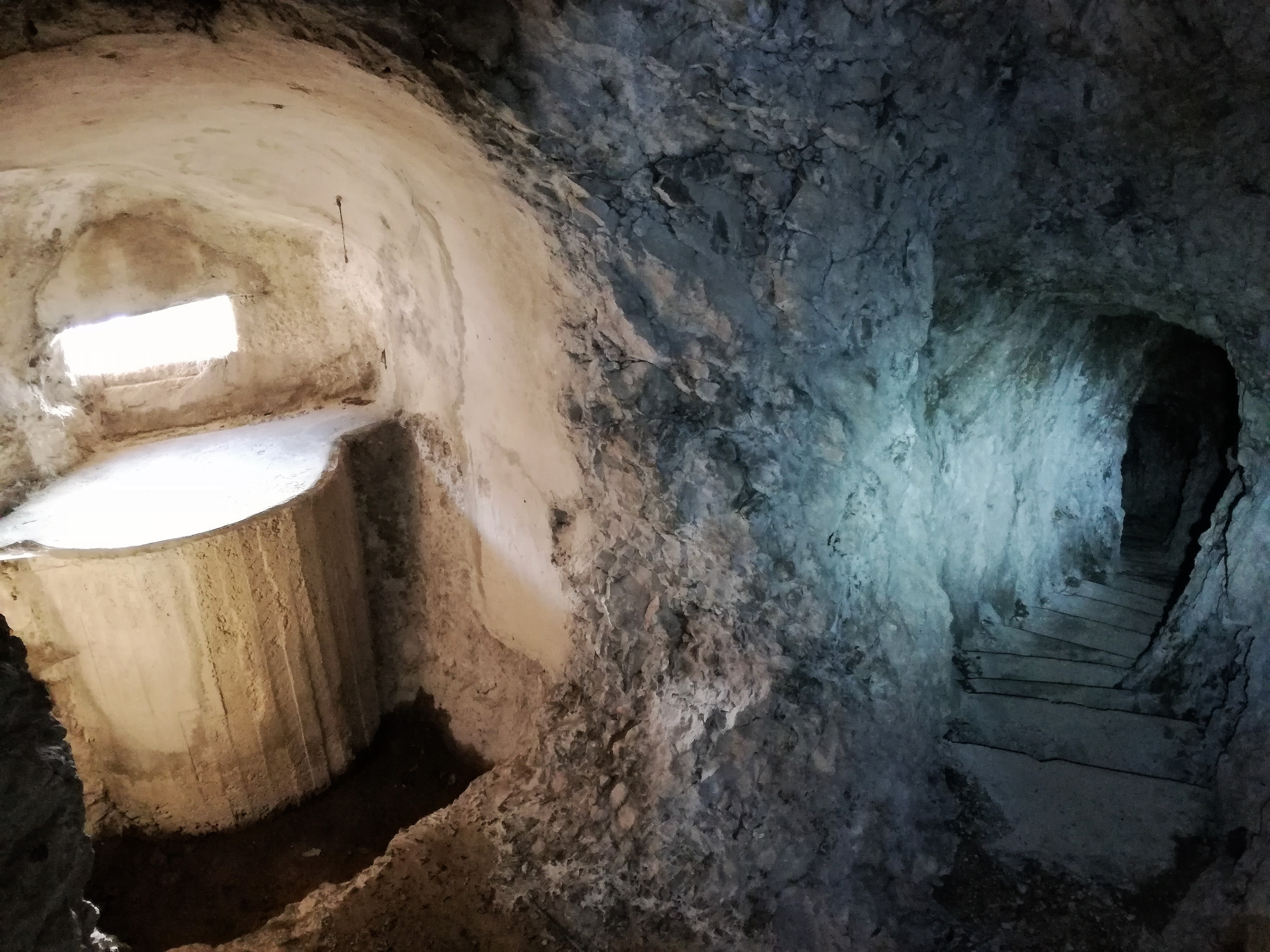
Stellungen der Blauen Linie in Torbole

Spätestens mit dem italienischen Kriegseintritt am 10. Juni 1940 kam der Tourismus fast vollständig zum Erliegen. Immer stärker machten sich die repressiven Maßnahmen des faschistischen Regimes und die zunehmenden Lebensmittelrationierungen bemerkbar. Nach dem Sturz Mussolinis und dem Waffenstillstand mit den Alliierten im September 1943 wurde auch Nago-Torbole am 9. September von deutschen Truppen besetzt und der Operationszone Alpenvorland eingegliedert. Als Quartiere wurden von den Deutschen die Schulgebäude, aber auch Hotels und Privatunterkünfte requiriert, so wurde in der Casa Beust am Hafen ein Luftwaffenkommando untergebracht. Innerhalb von 24 Stunden musste auch die Colonia Pavese geräumt werden, in der über 250 Kinder untergebracht waren. Sie diente in der Folgezeit als Wehrmachtslazarett. Am 8. Juni 1944 wurden bei einer Aktion gegen die Resistenza zwischen Riva, Arco und Nago-Torbole 11 Widerstandskämpfer von Angehörigen des Trientiner Sicherungsverbandes, des Polizeiregiments Bozen und der SS erschossen. 1944 nahmen auch die Caproni-Werke im Etsch-Gardasee Tunnel bei Torbole ihren Betrieb auf. In dem unterirdischen Rüstungsbetrieb wurden Teile für die sogenannten Wunderwaffen wie die Me-262 und die V2 produziert. Im Rahmen der sogenannten Alpenfestung wurde zwischen 1944 und 1945 rund um Nago-Torbole von der Organisation Todt die Blaue Linie mit Ringständen und Bunkern errichtet.
Am Morgen des 29. April 1945 begann der Angriff der 10. US-Gebirgsdivision auf Nago-Torbole. In zwei Gruppen, eine über die Gardesana Orientale und eine über die Westflanke den Altissimo di Nago vorgehend, gelang es den Amerikanern den Widerstand der letzten deutschen Verbände des XIV. Panzerkorps zu brechen, die sich nach dem Zusammenbruch der deutschen Front am 21. April bei Bologna während der alliierten Frühjahrsoffensive nach Norden abgesetzt hatten. Am frühen Morgen des 30. April konnte Torbole und am späten Vormittag Nago nach 30 Stunden heftigster Kämpfe eingenommen werden. Bei dem Unternehmen wurden auch Amphibienfahrzeuge vom Typ DUKW eingesetzt, wobei ein DUKW vor der Sarcamündung verloren ging.

#### Nachkriegszeit, Wirtschaftswunder und Massentourismus
Unmittelbar nach der Befreiung entstanden in Nago und in Torbole jeweils sogenannte Nationale Befreiungskomitees, die sich in erster Linie um die Aufrechterhaltung der öffentlichen Ordnung, der Beseitigung von Kriegsschäden und der Räumung von Kriegsmaterial kümmerten. Zu den Aufgaben des CLN gehörte auch die Versorgung der heimkehrenden Militärinternierten. Das CLN in Torbole machte es sich zudem zur Aufgabe einen neuen Hafen für die Fischer in Torbole zu errichten, da der alte Hafen zu einem wesentlichen Teil dem Bau der Gardesana zum Opfer gefallen war. Mit den ersten Gemeindewahlen von Riva im März 1946 lösten sich die CLN praktisch auf. Noch waren Nago und Torbole Ortsteile von Riva, die Diskussion um eine Neugründung war aber bereits im Oktober 1945 vom CLN angefacht worden.

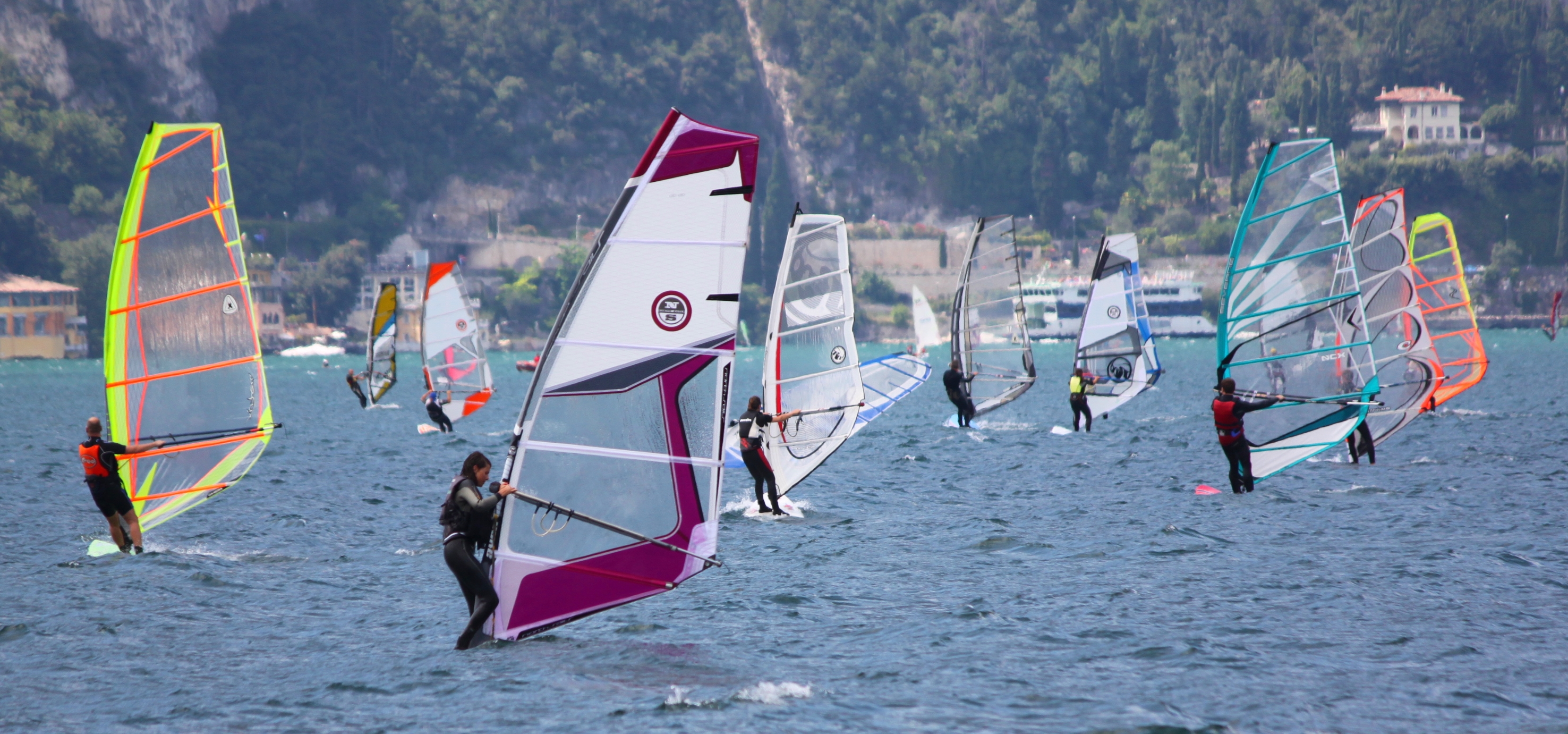
Windsurfer vor Torbole

Ende der 1940er Jahre rückte die touristische Entwicklung wieder in den Vordergrund des öffentlichen Interesses. In diesem Zusammenhang sah man in beiden Orten die administrative Eigenständigkeit für die zukünftige Entwicklung als entscheidend an. Einen ersten Schritt in dieser Richtung unternahmen die Hoteliers in Torbole, die 1952 einen von Riva unabhängigen Fremdenverkehrsverein gründeten. Angeheizt wurde die Debatte auch durch einen neuen Flächennutzungsplan, der als Ausverkauf von Nago-Torbole betrachtet wurde. Im Winter 1955/56 wurden schließlich die für ein einzuberufendes Referendum nötigen Unterschriften gesammelt, das am 15. Juli 1956 abgehalten wurde. Über 70 % der Wähler stimmten für eine Neugründung der Gemeinde Nago-Torbole, die 1958 ihren Abschluss fand.
Bis in die 1950er Jahre hatte sich an der sozioökonomischen Lage wenig geändert. Eine immer noch auf Eigenverbrauch ausgerichtete Landwirtschaft bestimmte das Leben der meisten Bewohner. Lediglich Wein- und Tabakanbau wurden im Sinne einer landwirtschaftlichen Produktion betrieben. Auch der Fischfang war für den Eigenverbrauch oder für den örtlichen Markt bestimmt. Die Emigration als Gastarbeiter in die Schweiz, nach Deutschland oder in die belgischen Bergbaugebiete waren nur die logische Konsequenz. Mit dem Aufkommen des Wirtschaftswunders begannen die Nächtigungszahlen langsam aber stetig anzusteigen. 1956 zählte man bereits über 120.000 Übernachtungen im Gemeindegebiet. Es gab bereits 20 Hotels, 17 davon in Torbole, 16 Pensionen, 27 Zimmervermieter und einen Campingplatz. Zahlreiche Gaststätten und Geschäfte entstanden. Gleichzeitig traten aber auch infrastrukturelle Probleme auf. So mangelte es im Sommer an Trinkwasser und Wasser musste rationiert werden. Um Abhilfe zu schaffen, wurde in Torbole Wasser ungereinigt aus dem See gepumpt, mit den entsprechenden hygienischen Problemen. Eine neue Wasserleitung wurde erst 1957 fertiggestellt. Ähnliche Probleme ergaben sich mit der Abwasserentsorgung.
Mit der Gründung des Segelclubs 1964 wurde Torbole auch in Wassersportkreisen bekannt. Zum Bekanntheitsgrad trug 1978 auch die Gründung des Surfclubs Torbole mit bei. In der Folgezeit war der Ort immer wieder Ausrichtungsort von nationalen und internationalen Segel- und Surfveranstaltungen. Mit der Fertigstellung der Autostrada A22 1974 war Nago-Torbole endgültig für den Massentourismus erschlossen worden. Im Jahr 2015 hatten sich die Nächtigungszahlen mit fast 760.000 Übernachtungen, davon 88 % Ausländer, seit 1956 mehr als versechsfacht.

### Bevölkerungsentwicklung
| Jahr      | 1921 | 1931 | 1951 | 1961 | 1971 | 1981 | 1991 | 2001 | 2011 | 2021 |
| --------- | ---- | ---- | ---- | ---- | ---- | ---- | ---- | ---- | ---- | ---- |
| Einwohner | 1761 | 1849 | 1868 | 2081 | 2199 | 2303 | 2236 | 2289 | 2728 | 2847 |

Quelle: ISTAT

## Tourismus
Wie auch das umliegende Gebiet ist Torbole ein beliebtes Tourismus-Ziel. Vor allem bei Windsurfern ist der Ort aufgrund der konstanten Winde sehr beliebt. Darüber hinaus bieten die umgebenden Gardaseeberge unzählige Möglichkeiten für Mountainbiketouren sowie Wander- und Kletterrouten.

## Verkehr
Durch das Gemeindegebiet führen die drei Staatsstraßen SS 240 „di Loppio e Val di Ledro“, SS 240 dir sowie die SS 249 „Gardesana Orientale“. In der Hochsaison, insbesondere an und vor Feiertagen sowie an Wochenenden leidet die Gemeinde am hohen Verkehrsaufkommen. Eine Ortsumgehung von Nago ist seit 2018 in Bau. Eine Umgehungsstraße für Torbole ist seit den 1980er Jahren im Gespräch.
Durch Nago-Torbole  führt auch der Radweg, der bei Mori im Etschtal vom Etsch-Radweg Richtung Gardasee abzweigt. Der Ort verfügt über drei Häfen: der alte Fischerhafen, etwa 400 m westlich davon der kleine Hafen Porticciolo und etwa 700 m südlich bei dem Ausgang des Etsch-Gardasee-Tunnel der Yachthafen Porto Conca d’oro. Etwa 200 m südlich des Fischerhafens besitzt Torbole zudem eine Anlegestelle der Navigarda, die die Linienschifffahrt auf dem Gardasee betreibt. Außerdem halten in der Gemeinde Linienbusse aus der Provinz Trient und aus der Provinz Verona sowie Busse des Öffentlichen Personennahverkehrs.

## Sehenswürdigkeiten
- Castel Penede, erstmals im 13. Jahrhundert erwähnte Burg, zu einer Ruine verfallen. Unterhalb der Ruine befinden sich die Reste eines frühgeschichtlichen Siedlungsplatzes.
- Straßensperre Nago, Bauwerk aus k.u.k. Zeiten zur Kontrolle der wichtigen Straßenverbindung zwischen Gardasee und Etschtal über den Passo San Giovanni.
- Pfarrkirche Sant’Andrea in Torbole, im 12. Jahrhundert erstmals erwähnt und im 18. Jahrhundert neu errichtet.
- Kirche Santa Maria al Lago in Torbole, in den 1930er Jahren am Ufer des Sees erbaute Kirche.
- Pfarrkirche San Vigilio in Nago, im 12. Jahrhundert erstmals erwähnt.
- Kirche San Zeno in Nago, im 12. Jahrhundert auf einem bereits in der Frühgeschichte begangenen Hügel errichtet. Daneben lag das 1213 erstmals erwähnte Castello di San Zenone, von dem nur einige Mauerreste erhalten sind.
- Rochuskirche in Nago, aus dem 16. Jahrhundert.
- Trinitätskirche in Nago, Spätbarockkirche aus dem 17. Jahrhundert.
- Zollhäuschen – Auf einer Mole im Hafenbecken steht ein kleines Zollhaus aus der Zeit der k.u.k.-Monarchie, da bei Tempesta bis zum Ersten Weltkrieg die Grenze zwischen dem Kaiserreich Österreich-Ungarn und dem Königreich Italien verlief. Die Ursprünge des Häuschens liegen vermutlich noch weiter zurück, da ein Relief an der Außenmauer an die venezianische Zeit erinnert. In den Sommermonaten wird das Zollhaus zum Teil als Bar genutzt. Es befindet sich im Privatbesitz.
- Tunnelausgang des Etsch-Gardasee-Tunnels, Wasserbauwerk zur Hochwasserregulierung der Etsch nach 20 Jahren Bauzeit 1959 fertiggestellt.
- Gedenktafel in Torbole, die an den Aufenthalt Johann Wolfgang von Goethes in Torbole während seiner Italienischen Reise im September 1786 erinnert.[51]
- Großes Wandgemälde an der Fassade der „Casa Beust“, Alterssitz von Friedrich Constantin von Beust, in Torbole am Gardasee: Der heilige Antonio spricht mit den Fischen von Hans Lietzmann.
- Parco naturale locale del Monte Baldo, Naturpark, der sich rund um den Monte Altissimo di Nago ausdehnt.
- Valle di Santa Lucia mit einem alten grob gepflasterten Weg durch Olivenhaine. Einst einzige Verbindung zwischen Nago und Torbole. Durch dieses Tal wurde 1439 die venezianische Flotte im Unternehmen Galeas per montes vom Etschtal nach Torbole herabgelassen.

## Persönlichkeiten
- Antonio Gazzoletti (1813–1866), Dichter und Librettist
- Scipio Sighele (1868–1913), Kriminologe, Anthropologe und Pionier der Massenpsychologie
- Hans Lietzmann (1872–1955), Maler und Zeichner

## Bilder

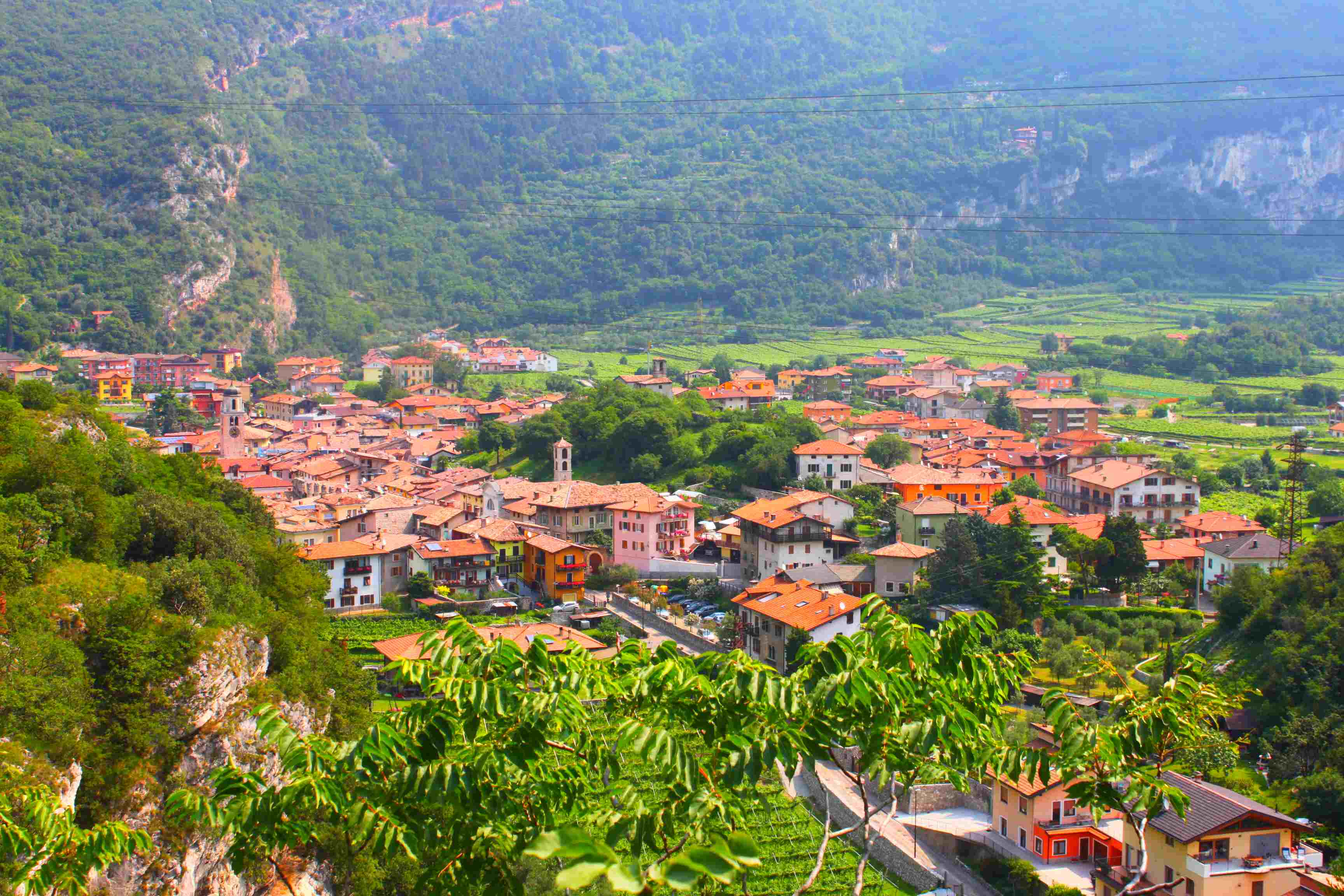
Nago
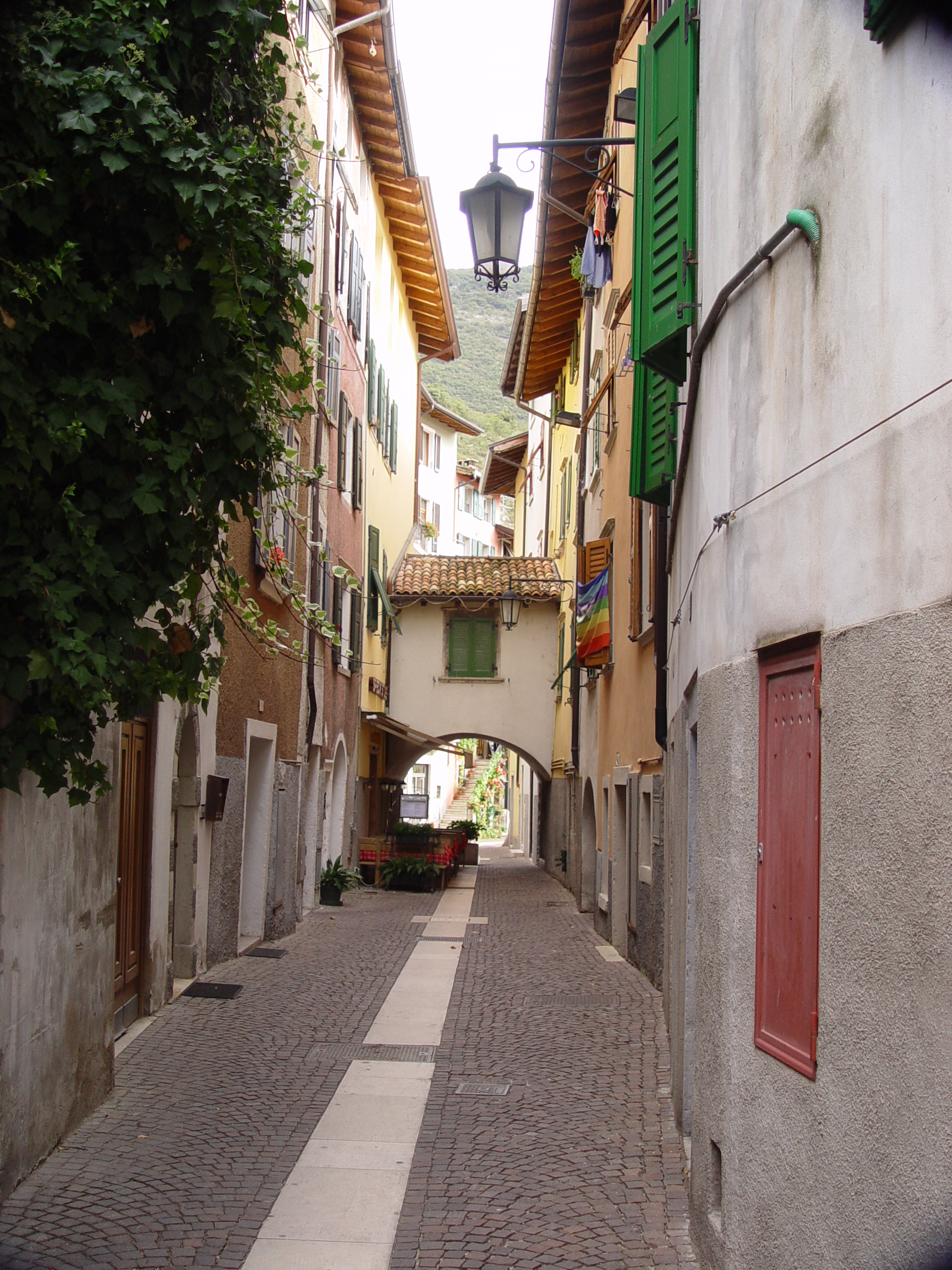
Gasse im Ortskern von Torbole
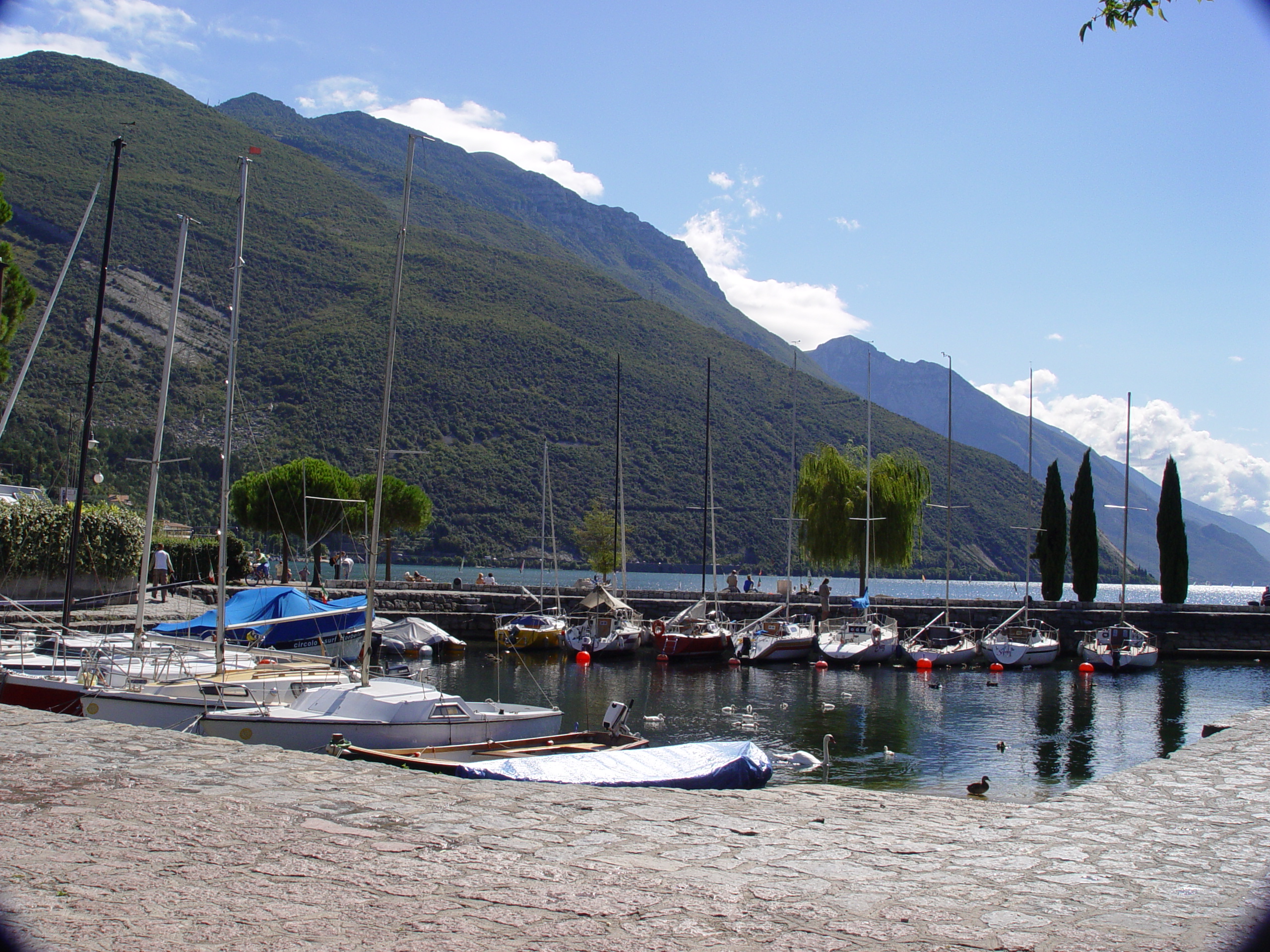
Einer von drei Häfen in Torbole
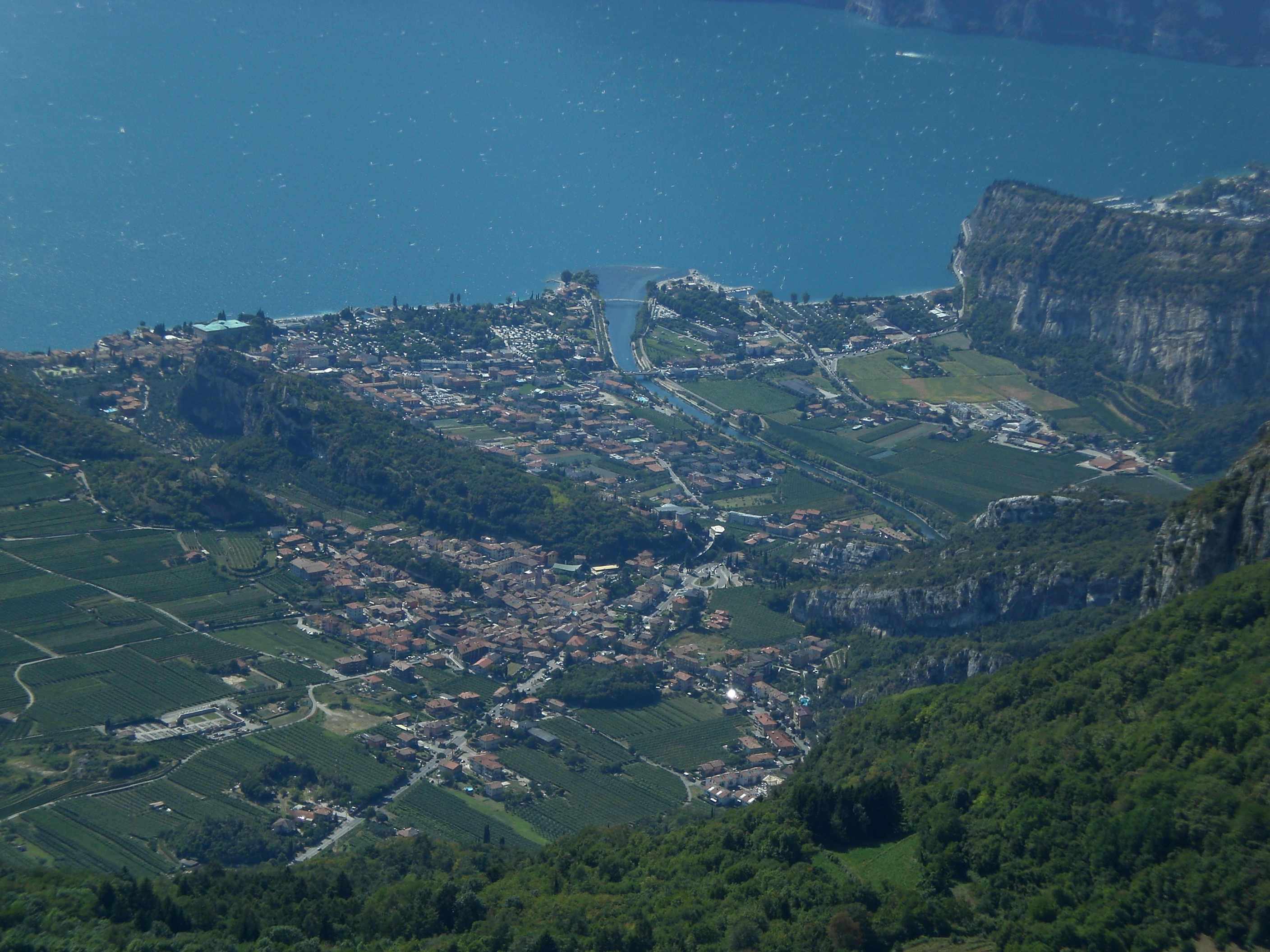
Der Ort Torbole am Rand des Sees, rechts davon die Sarcamündung und im Vordergrund Nago
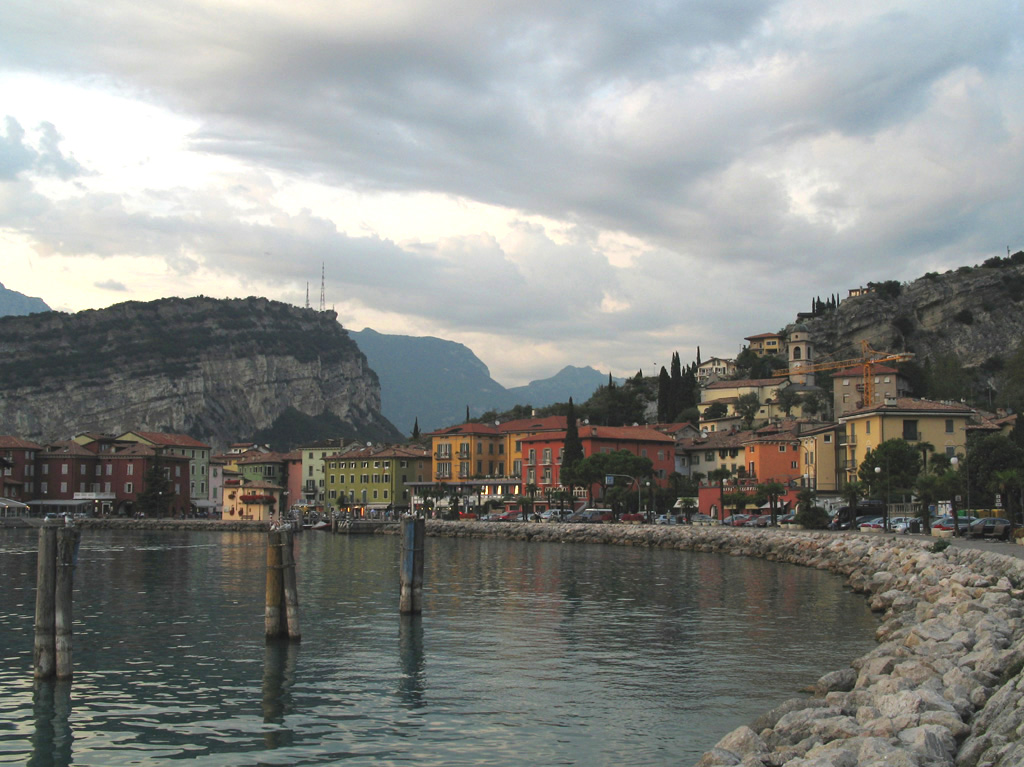
Blick auf den alten Ortskern von Torbole